# Augusta Schiemann
Louise Augusta Schiemann (født 25. maj 1824 i København, død 22. juli 1902) var en dansk skuespillerinde.
Ved sin debut på Det kongelige Teater 29. oktober 1843 som Trine Rar i "Aprilsnarrene" gjorde hun stor lykke, men nåede senere ikke nogen fremtrædende plads i personalet. Hun, der 1849 blev prøveskuespillerinde og 1856 kongelig skuespillerinde, anvendtes i lystspil som i syngestykker snart som elskerinde og snart som soubrette, men gled efterhånden ud af repertoiret og afskedigedes ved udgangen af 1876-77; hendes sidste optræden fandt sted 7. april 1877 som Bobinette i "Advokat Pathelin"; 24. marts havde hun selv ved en forestilling på Folketheatret budt publikum farvel som kammerpigen Marianna i "Tilfældet har ret", i hvilken rolle hun i sin tid havde vundet særlig anerkendelse. 16. april 1851 var hun indtrådt i et senere opløst ægteskab med kapelmusikus Christian Schiemann.